# Norma Jean Martine
Norma Jean Martine (* 21. März 1991 in Middletown, New York) ist eine amerikanische Sängerin und Songwriterin. Sie schrieb Songs für Ashley Roberts, Lena, Marco Mengoni, Giorgia und Michele Bravi.

## Leben
Als Solo-Interpretin spielte Martine auf verschiedenen Festivals, unter anderem auf dem Calling Festival in London 2014 und dem Latitude Festival. In den Jahren 2013 und 2014 eröffnete sie das Montreux Jazz Festival. Außerdem trat sie im Vorprogramm von Tom Odell, Gaz Coombes und Lissie auf. Ihre Single No Gold wurde 2014 in den USA für den Herbst-Trailer von CW Network verwendet und in Australien für den Fox8-Winter-Trailer.
Der Top-10-Hit Quando una stella muore der italienischen Sängerin Giorgia wurde von Martine mitgeschrieben. Ebenso schrieb sie an der Single In bilico des italienischen X-Factor-Gewinners Michele Bravi mit. Des Weiteren war sie am Song Lonely Nights (Hey You) des früheren Pussycat-Dolls-Mitglieds Ashley Roberts beteiligt, der 2014 auf Roberts’ Debüt-Album Butterfly Effect veröffentlicht wurde. 2015 war Martine am Song In the Light aus Lenas Album Crystal Sky beteiligt. Im selben Jahr war sie außerdem als Co-Songschreiberin für Marco Mengonis Nummer-eins-Album Parole in circolo mit den Songs Come un attimo fa und Time of My Life vertreten. Martine wirkte mit Heartbeat und The Best Thing an zwei Songs von Pablo Nouvelles EP Heartbeat mit.
Am 20. November 2015 veröffentlichte sie ihre Debüt-EP Animals. Am 29. Januar 2016 veröffentlichte Pablo Nouvelle das Album All I Need mit den beiden Songs We Ain’t Dead Yet und Paint, die von Norma Jean Martine mitgeschrieben und gesungen wurden. Martine schrieb gemeinsam mit Ronan Keating am Titelsong für sein Album Time of My Life, das am 19. Februar 2016 mit Platz 4 den höchsten Neueinstieg in die UK Album Charts verzeichnete.
Martine hat einen Plattenvertrag bei BMG Chrysalis Music USA und Universal Records Germany/Virgin EMI UK und lebt derzeit in London.

## Diskografie

### Alben
- 2016: Only in My Mind

### EPs
- 2015: Animals

### Singles
- 2016: Freedom
- 2016: No Gold
- 2016: I Want You to Want Me
- 2017: Still in Love with You
- 2020: Basketball

### Gastbeiträge
- 2017: Heaven is a Place on Earth (The Wild feat. Norma Jean Martine)
- 2017: So High (Aslove feat. Norma Jean Martine)
- 2018: When We Were Young (Lost Kings feat. Norma Jean Martine)
- 2018: Arrested (Love Thy Brother feat. Norma Jean Martine)
- 2019: In My Arms (The Him feat. Norma Jean Martine)
- 2020: Head Shoulders Knees & Toes (Ofenbach & Quarterhead feat. Norma Jean Martine)
- 2023: Overdrive (Ofenbach feat. Norma Jean Martine)
- 2024: If you love me (Michael Schulte feat. Norma Jean Martine)

### Songwriting
- 2013: Giorgia – Quando una stella muore
- 2014: Michele Bravi – In bilico
- 2014: Ashley Roberts – Lonely Nights (Hey You)
- 2014: Pablo Nouvelle – Heartbeat / Best Thing
- 2015: Marco Mengoni – Come un attimo fa
- 2015: Lena – In the Light
- 2016: Pablo Nouvelle – We Ain’t Dead Yet / Paint
- 2016: Ronan Keating – Time of My Life
- 2016: Francesca Michielin – No Degree of Separation
- 2016: Graham Candy – Glowing in the Dark
- 2016: Marco Mengoni feat. Grace Capristo – Ricorderai l’amore (Remember the Love)
- 2017: Megan McKenna – High Heeled Shoes

## Auszeichnungen für Musikverkäufe
| Goldene Schallplatte - Dänemark - 2021: für die Single Head Shoulders Knees & Toes - Italien - 2024: für die Single Overdrive - Kanada - 2020: für die Single When We Were Young - 2022: für die Single Head Shoulders Knees & Toes - Spanien - 2024: für die Single Overdrive Platin-Schallplatte - Belgien - 2021: für die Single Head Shoulders Knees & Toes - Italien - 2021: für die Single Head Shoulders Knees & Toes | 3× Platin-Schallplatte - Polen - 2021: für die Single Head Shoulders Knees & Toes 4× Platin-Schallplatte - Polen - 2024: für die Single Overdrive Diamantene Schallplatte - Frankreich - 2022: für die Single Head Shoulders Knees & Toes - 2024: für die Single Overdrive |

Anmerkung: Auszeichnungen in Ländern aus den Charttabellen bzw. Chartboxen sind in ebendiesen zu finden.
| Land/RegionAuszeichnungen für Musikverkäufe (Land/Region, Auszeichnungen, Verkäufe, Quellen) | Gold     | Platin       | Diamant     | Verkäufe | Quellen             |
| -------------------------------------------------------------------------------------------- | -------- | ------------ | ----------- | -------- | ------------------- |
| Belgien (BRMA)                                                                               | —        | Platin1      | —           | 40.000   | ultratop.be         |
| Dänemark (IFPI)                                                                              | Gold1    | —            | —           | 45.000   | ifpi.dk             |
| Deutschland (BVMI)                                                                           | 2× Gold2 | Platin1      | —           | 900.000  | musikindustrie.de   |
| Frankreich (SNEP)                                                                            | —        | —            | 2× Diamant2 | 666.666  | snepmusique.com     |
| Italien (FIMI)                                                                               | Gold1    | Platin1      | —           | 120.000  | fimi.it             |
| Kanada (MC)                                                                                  | 2× Gold2 | —            | —           | 80.000   | musiccanada.com     |
| Österreich (IFPI)                                                                            | —        | 4× Platin4   | —           | 120.000  | ifpi.at             |
| Polen (ZPAV)                                                                                 | —        | 7× Platin7   | —           | 260.000  | olis.pl             |
| Schweiz (IFPI)                                                                               | —        | 2× Platin2   | —           | 60.000   | hitparade.ch        |
| Spanien (Promusicae)                                                                         | Gold1    | —            | —           | 30.000   | elportaldemusica.es |
| Insgesamt                                                                                    | 7× Gold7 | 16× Platin16 | 2× Diamant2 |          |                     |